# 6312 Robheinlein
A 6312 Robheinlein (ideiglenes jelöléssel 1990 RH4) a Naprendszer kisbolygóövében található aszteroida. Henry Holt fedezte fel 1990. szeptember 14-én.